# Хакпур, Мохаммад
Мохаммад Хакпур (перс. محمد خاکپور‎; род. 20 февраля 1969 в Тегеране) — иранский футболист и футбольный тренер. Работает с олимпийской сборной Ирана.

## Карьера игрока
За свою карьеру футболиста Хакпур выступал за ряд клубов: иранские «Персеполис», «ПАС Тегеран», турецкий «Ванспор», сингапурский «Гейланг Юнайтед» и «МетроСтарз» из США.
После продолжительного пребывания в «МетроСтарз» Хакпур завершает профессиональную карьеру игрока и перебирается жить в Калифорнию, где является инициатором создания футбольного клуба MK Soccer Club.

## Международная карьера
Мохаммад Хакпур попал в состав сборной Ирана на Чемпионат мира 1998 года. Он выходил в стартовом составе Ирана во всех её 3-х матчах против сборных Югославии, США и Германии, отыграв их без замен.

## Тренерская карьера
Мохаммад Хакпур получил национальную тренерскую лицензию «A». В начале августа 2006 года Хакпур был назначен ассистентом главного тренера иранского клуба «Фулад» Мохаммада Маели Кохана в сезоне 2006/07, но покинул эту должность вместе с отставкой Маели Кохана.
1 декабря 2010 года Хакпур был назначен главным тренером иранской команды «Стил Азин», уже 3 марта 2011 года он оставил свой пост.

## Достижения

### В качестве игрока
Персеполис
- Кубок Ирана (1): 1990/91 (победитель)

Гейланг Юнайтед
- Чемпионат Сингапура (1): 1996 (чемпион)
- Кубок Сингапура (1): 1996 (победитель)